# Mejadiri
Mejadiri (en georgiano: მეხადირი; en abjasio: Маҳадыр, romanizado: Mahadyr; en ruso: Махадыр, romanizado: Mahadyr; en armenio: Մեխադիր, romanizado: Mejadir) es un pueblo que pertenece a la parcialmente reconocida República de Abjasia, parte del distrito de Gagra, aunque de iure pertenece al municipio de Gagra de la República Autónoma de Abjasia de Georgia.

## Toponimia
Entre 1948 y 1967 se conocía con el nombre de Nakaduli.

## Geografía
Mejadiri está a una distancia de 23 km al noroeste de Gagra. Limita con las estribaciones de las montañas del Gran Cáucaso y el municipio de Mikelripshi en el norte; Leselidze en el oeste; en el este está Baghnari, y en al sur con Jashupse, Gantiadi y Jeivani. 

## Historia
La primera mención escrita del pueblo en esta zona data del siglo XIX. Entonces se llamaba Mahadiri y estaba dividido en tres partes: Kvemo Mahadiri, Zemo Mahariri y Otluki. Después del genocidio circasiano o muhayir, un gran número de abjasios se vieron obligados a abandonar su tierra hacia el Imperio otomano y el pueblo quedó abandonado. Numerosas familias armenias de las provincias otomanas de Samsun y Ordu comenzaron a mudarse a la aldea abandonada, que fue restablecida por colonos moldavos en 1883, a partir de finales del siglo XIX. Desde entonces, los armenios han tenido un predominio considerable en el pueblo y se dedicaban principalmente a actividades agrícolas.
En 1935, como parte de la colectivización en curso, se decidió crear el selsovet de Mahadir (incluyendo las aldeas de Vosemsotskoye, Rogozhino y Yevdokimovka, que hasta entonces pertenecían al pueblo de Gantiadi). En septiembre de 1948, se decidió cambiar el nombre de Mahadir a Nakadula; sin embargo, este nombre duró menos de veinte años y en 1967 pasó a llamarse Mejadiri. Durante el período soviético, en el pueblo se construyó una escuela primaria armenia, donde se impartían clases hasta el octavo grado, así como dos centros culturales, un centro de salud y una biblioteca.
Después de la guerra en Abjasia, el nombre Mejadiri fue reasignado en 1993 al actual nombre oficial, Mahadyr.

## Demografía
La evolución demográfica de Mejadiri entre 1959 y 2011 fue la siguiente:
| 682                                                 | 137 | 1779 |
| (Fuente: Population of Abkhazia since Soviet times) |     |      |

La población ha tenido un enorme aumento de población en términos porcentuales, aunque la inmensa mayoría de la población sigue siendo armenia. Según el censo de 1959, la mayoría de la población local eran armenios.
|              | 2011      | 2011       |
| Grupo étnico | Población | Porcentaje |
| ------------ | --------- | ---------- |
| Georgianos   | 3         | 0,2%       |
| Abjasios     | 7         | 0,4%       |
| Rusos        | 122       | 6,9%       |
| Ucranianos   | 11        | 0,6%       |
| Armenios     | 1618      | 90,9%      |
| Total        | 1779      | 100%       |